# Cotinusa gertschi
Cotinusa gertschi là một loài nhện trong họ Salticidae.
Loài này thuộc chi Cotinusa. Cotinusa gertschi được Cândido Firmino de Mello-Leitão miêu tả năm 1947.